# 언스토퍼블
《Unstoppable》(한국어: 언스토퍼블)은 2010년 개봉한 미국의 영화이다. 2001년 5월 발생한 CSX 8888 폭주 사고를 바탕으로 하고 있다.

## 스토리
펜실베이니아 주의 조차장에서 최첨단 디젤 기관차 777호의 견인의 39량 편성의 화물 열차가 브레이크 조작의 미비로 무인 상태 폭주를 시작했다.이 열차는 발화성이 강한 독성 화학 물질이 대량으로 적재되고, 이대로 폭주를 계속하면 1시간 40분 후 스탠턴 교외 지역에서 급커브하여 탈선을 하는 것은 불가피하다. 이 기관차를 막기 위해 철도 회사에서 강제 해고를 통보 받은 베테랑 기관사와 그 열차에서 근무하는 신참 기관사가 나서지만 모두 실패하였다. 이때 777호와 마주오는 방향으로 주행 중이던 1206호 기관차의 기관사 프랭크 반즈는 777호 화물열차의 후미에 있는 연결기(커플러)가 개방되어 있는 것을 확인하고 차장인 윌 콜슨과 함께 운행중인 화물열차를 분리시켜 777호 후미에 연결함과 동시에 기관차 브레이크 및 화물열차 브레이크를 사용하여서 속도를 늦추고 프랭크 반즈가 열차의 화물칸을 통해서 777호의 기관차로 건너가려 했으나 차량 간격이 넓었던 탓에 중도 포기한다. 이후 윌 콜슨이 네드의 도움을 받아 픽업 트럭에 탑승한 후 앞 기관차인 777호로 이동하여 777호 기관차를 정지시키는데 성공한다.

## 캐스트
- 덴절 워싱턴 - 프랭크 반즈(Frank Barnes)
- 크리스 파인 - 윌 콜슨(Will Colson)
- 로자리오 도슨 - 코니 후퍼(Connie Hooper)
- 루 템플 - 네드 올덤(Ned Oldham)
- 이선 서플리 - 드웨이(Dewey)
- 케빈 던 - 오스카 갤빈(Oscar Galvin)
- 케빈 코리건 - 스콧 워너(Scott Werner)
- 케빈 챔프먼 - 버니(Bunny)
- T. J. 밀러 - 길리스(Gilleece)
- 제시 슈람 - 달시 콜슨(Darcy Colson)

## 같이 보기
- CSX 8888 폭주 사고